# Arvo Närvänen
Arvo ("Ati") Närvänen (Viipuri, 12 februari 1905 – Helsinki, 4 april 1982) was een voetballer uit Finland, die speelde als middenvelder gedurende zijn carrière. Närvänen was tevens een bandyspeler. Hij overleed op 77-jarige leeftijd in de Finse hoofdstad Helsinki.

## Interlandcarrière
Närvänen speelde in totaal 42 interlands voor de nationale ploeg van Finland in de periode 1924–1936. Hij vertegenwoordigde zijn vaderland bij de Olympische Spelen van 1936 in Berlijn, Duitsland, waar Finland in de eerste ronde werd uitgeschakeld na een 7-3 nederlaag tegen Peru. Doelpuntenmakers aan de zijde van de Finnen waren William Kanerva (strafschop), Ernst Grönlund en Pentti Larvo.